# Берег Георга V
Берег Георга V (англ. George V Coast) — частина узбережжя Землі Вікторії в Східній Антарктиді, який лежить між 142° 02' і 153° 45' східної довготи.
Берег Георга V являє собою чергування вивідних і шельфових льодовиків з ділянками краю материкового льодовикового щита, який виходить безпосередньо до моря.
Берег був відкритий австралійської антарктичною експедицією під керівництвом Дугласа Моусона (1911—1914) і названий на честь англійського короля Георга V.